# 淺舞站
淺舞站（日语：／ Asamai eki */?）是位於秋田縣平鹿郡平鹿町淺舞福田（現時：橫手市平鹿町淺舞福田），羽後交通橫莊線的鐵路車站（廢站）。

## 歷史
- 1918年（大正7年）8月18日：橫莊鐵道橫手站至沼館站之間開通，此站啟用[1][2][3][4]。當時為一般車站[4]。
- 1944年（昭和19年）6月1日：公司改名為羽後鐵道。此線的名稱定為橫莊線。使此站成為羽後鐵道橫莊線車站[1][2][5]。
- 1947年（昭和22年）
  - 7月23日：當區發生暴雨，使路基和橋腳被損，橫莊線整段暫停營業，此站也暫停營業[3][6]。
  - 7月29日：橫手站至館合站之間重開，此站重開[3][6]。
- 1952年（昭和27年）2月15日：公司改名為羽後交通。使此站成為羽後交通橫莊線車站[1][2][3][5]。
- 1971年（昭和46年）7月20日：隨著橫莊線被廢除，此站也被廢除[1][2][3][5]。

## 車站構造
截至廢站前，此站是地面車站，設有1面2線的島式月台。此站可進行列車交會。靠近站舍的路軌（南邊）是下行線（老方方向），外邊的路軌（北邊）是上行線（橫手方向）。此站還有1條側線（機走線），於下行線向南邊分岔，在站舍中間通過。另外在機走線中還有一條分岔出來的側線，該側線延伸至站舍東邊為止。此站與沼館站的配線基本上是相同。
此站是直營車站。站舍是在站內南邊。站舍與月台西邊之間設有站內平交道，連接月台的通道設有坡道與樓梯。站舍的屋頂不是使用瓦片堆砌而成。月台上設有候車室。候車室旁邊，於出入口一方的月台上設有臂木式號誌機。
關於列車交會的路籤，橫手站至此站之間為「○」，此站至沼館站之間為「□」。

## 車站周邊
此站是舊・平鹿町（即從前的淺舞町）中心車站。在北邊設有JA平鹿町（現時：JA秋田故鄉）。
- 國道107號（日语：国道107号）（本莊街道）
- 秋田縣道117號野崎十文字線（日语：秋田県道117号野崎十文字線）
- 秋田縣道270號淺舞醍醐線（日语：秋田県道270号浅舞醍醐線）
- 平鹿町公所 - 現時：橫手市政廳（日语：横手市役所）平鹿地域局[7]。
- 平鹿図書館（日语：横手市立図書館）
- 平鹿郵局
- 淺舞公園（日语：浅舞公園）
- 平鹿農村文化傳承館 - 截至1999年（平成11年），此站的站名牌、1座臂木式號誌機及棚車車身都在該處的外邊展示[8]。
- 御役屋門 - 在1981年（昭和56年）4月1日成為平鹿町（當時）的指定有形文化財。
- 淺舞之櫸樹（日语：浅舞のケヤキ）

## 現狀
截至1996年（平成8年），站前的櫻花樹還存在。另外附近還保留與車站關係較深的農業倉庫與農協建築物。部分路軌遺址變成住宅。截至2007年（平成19年）5月，車站遺址附近變成JA的營農中心。截至2010年（平成22年）10月也是同樣，櫻花古樹還健在。
另外截至1996年（平成8年），此站附近至沼館站遺址附近之間的路軌遺址變成農免道路。在2007年（平成19年）5月和2010年（平成22年）也是同樣。

## 相鄰車站
羽後交通
橫莊線
東淺舞－淺舞－豐前

## 注腳
1. 1 2 3 4  《日本鉄道旅行地図帳 全線全駅全廃線 2 東北》（監修：今尾惠介，新潮社，2008年6月發行）43頁。
2. 1 2 3 4  《新 鉄道廃線跡を歩く1 北海道・北東北編》（JTB出版，2010年4月發行）222頁。
3. 1 2 3 4 5 6 7  《新 消えた轍 3 東北》（著：寺田裕一，Neko出版，2010年8月發行）25-28,30-31頁。
4. 1 2 3  《私鉄の廃線跡を歩くI 北海道・東北編》（著：寺田裕一，JTB出版，2007年9月發行）165頁。
5. 1 2 3 4 5  《私鉄の廃線跡を歩くI 北海道・東北編》（著：寺田裕一，JTB出版，2007年9月發行）82-85頁。
6. 1 2  《RM LIBRARY 61 羽後交通横荘線》（著：若林宣，Neko出版，2004年9月發行）16-17頁。
7. 1 2 3 4 5 6 7 8 9 10 11  《RM LIBRARY 61 羽後交通横荘線》（著：若林宣，Neko出版，2004年9月發行）6,8,10,19,24,48頁。
8. 1 2 3 4  《とうほく廃線紀行》（無明舍出版，1999年12月發行）58,60頁。
9. 1 2 3 4  《鉄道廃線跡を歩くII》（JTB出版，1996年9月發行）34頁。
10. 1 2  《新 鉄道廃線跡を歩く1 北海道・北東北編》（JTB出版，2010年4月發行）201,203頁。

## 相關項目
- 日本鐵路車站列表 A